# Найдёнов, Николай Васильевич
Николай Васильевич Найдёнов (10 апреля 1886 — 19 июня 1945) — советский зоолог. Член-корреспондент Академии наук БССР (1940), доктор сельскохозяйственных наук (1938), профессор (1922).

## Биография
Найдёнов Н. В.  учился в Московском сельскохозяйственном институте, который окончил в 1911 году. Получив образование, работал преподавателем Горы-Горецкого сельскохозяйственного училища, в 1922 году стал профессором кафедры Белорусской сельскохозяйственной академии. С 1 сентября 1941 по 13 декабря 1943 года заведовал кафедрой кормления сельскохозяйственных животных Чувашского сельскохозяйственного института. В 1943—1944 годах работал в АН БССР, эвакуированной в Москву. В 1944—1945 годах руководил кафедрой Кишинёвского сельскохозяйственного института.
Занимался исследованиями в сфере зоотехнике, изучал способы выращивания поголовья крупного рогатого скота в разнообразных условиях, работал над нормативами и рационами кормёжки сельскохозяйственных животных, продемонстрировал большие возможности использования высшей математики в процессе анализа биологии роста молодняка крупного рогатого скота. Большое практическое и теоретическое значение имеет его работа «Аналитическая формулировка кормовых норм», опубликованная в 1939 г. в трудах Белорусского сельскохозяйственного институт.
Профессор Н. В. Найденов проработал в Беларуси более 30 лет. Н. В. Найденову установлена мемориальная доска в фойе учебного корпуса № 10 Белорусской сельскохозяйственной академии и его именем названа на кафедре аудитория № 549.
Написал больше 10 научных трудов.
Умер 19 июня 1945 года.

## Труды
- Закономерности в росте молодняка крупного рогатого скота и свиней // Записки государственной академии сельского хозяйства имени Октябрьской революции. Горки, 1928. Т. 7.
- Аналитическая формулировка кормовых норм // Труды Белорусского сельскохозяйственного института. Горки, 1939. Т.6, вып.2.